# دیکاوا
دیکاوا (به صربی: Dikava) یک منطقهٔ مسکونی در صربستان است که در سوردولیکا واقع شده‌است. دیکاوا ۱۴۲ نفر جمعیت دارد.